# Rács (heraldika)
Névváltozatok: rostély (Nagy Iván IX. 193.), gátor, gótér, clathrum, peribolus, gitter (NySz., I. 1068.)

en: portcullis, portquilice, fr: coulesse, herse, sarrasine

Rövidítések

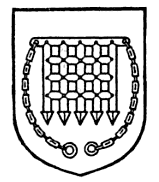
Portcullis, azaz várkapu bukórácsa, a Tudor királyi ház jelképe

Rács, az angol Portcullis Pursuivant hivatali nevű perszevant jelvénye

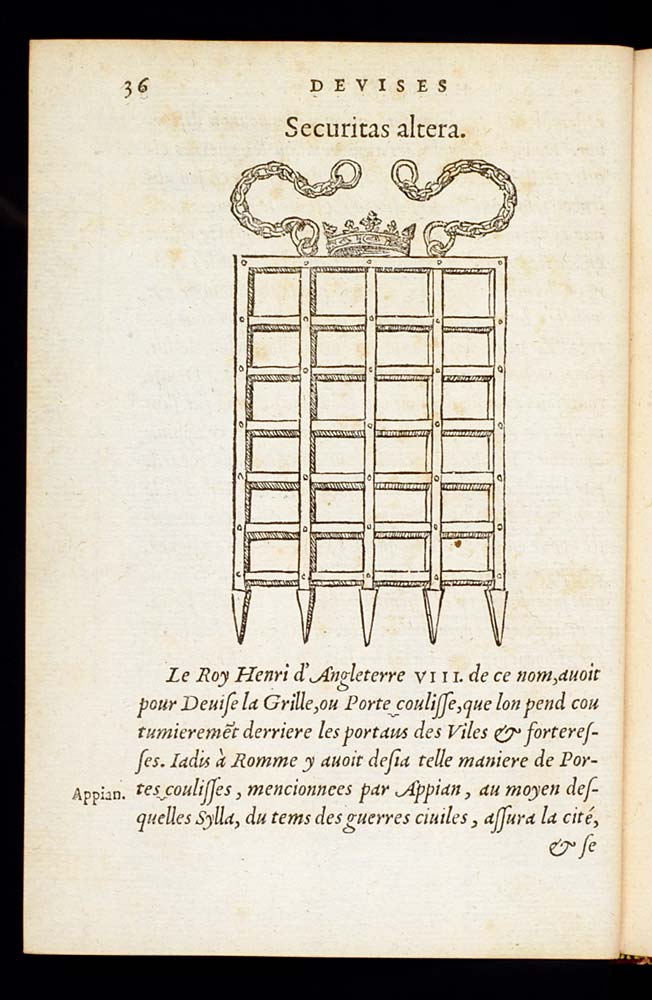
Bukórács Claude Paradin művéből

A rács a heraldikában használt címerkép, mely a várkapu bukórácsát mintázza. Önmagában főleg az angol heraldikában fordul elő, de a városcímerekben is megtalálható kiegészítő címerképként, mint a városkapun látható rács. Vízszintes és függőleges fagerendákból áll, melyet acéllemezekkel erősítettek meg. Néha vasgerendákból készült. Az illesztéseknél a szegecselést kör alakú ábrával szemléltetik. A függőleges gerendák vége általában hegyes.   
Kapurács a jelképe (badge) a Tudor uralkodóháznak, mely utalás arra, hogy a Beaufort családból származnak. Ugyanilyen rácsot viselt hivatali jelvényként az angol Portcullis perszevant is.
Megkülönböztető jegyei szerint a rács lehet szegecselt (de: benagelt), ha a rács metszéspontjain szegecsek vannak. Ez a fogalom a patkóra is érvényes, ha rajta eltérő színű szögek vannak. 

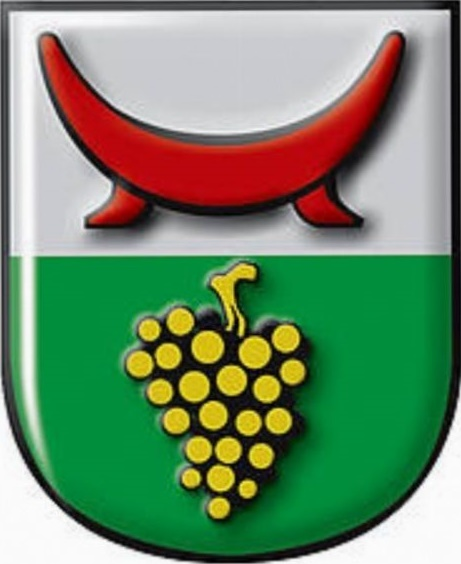
Vaskutya az ausztriai Tieschen címerében

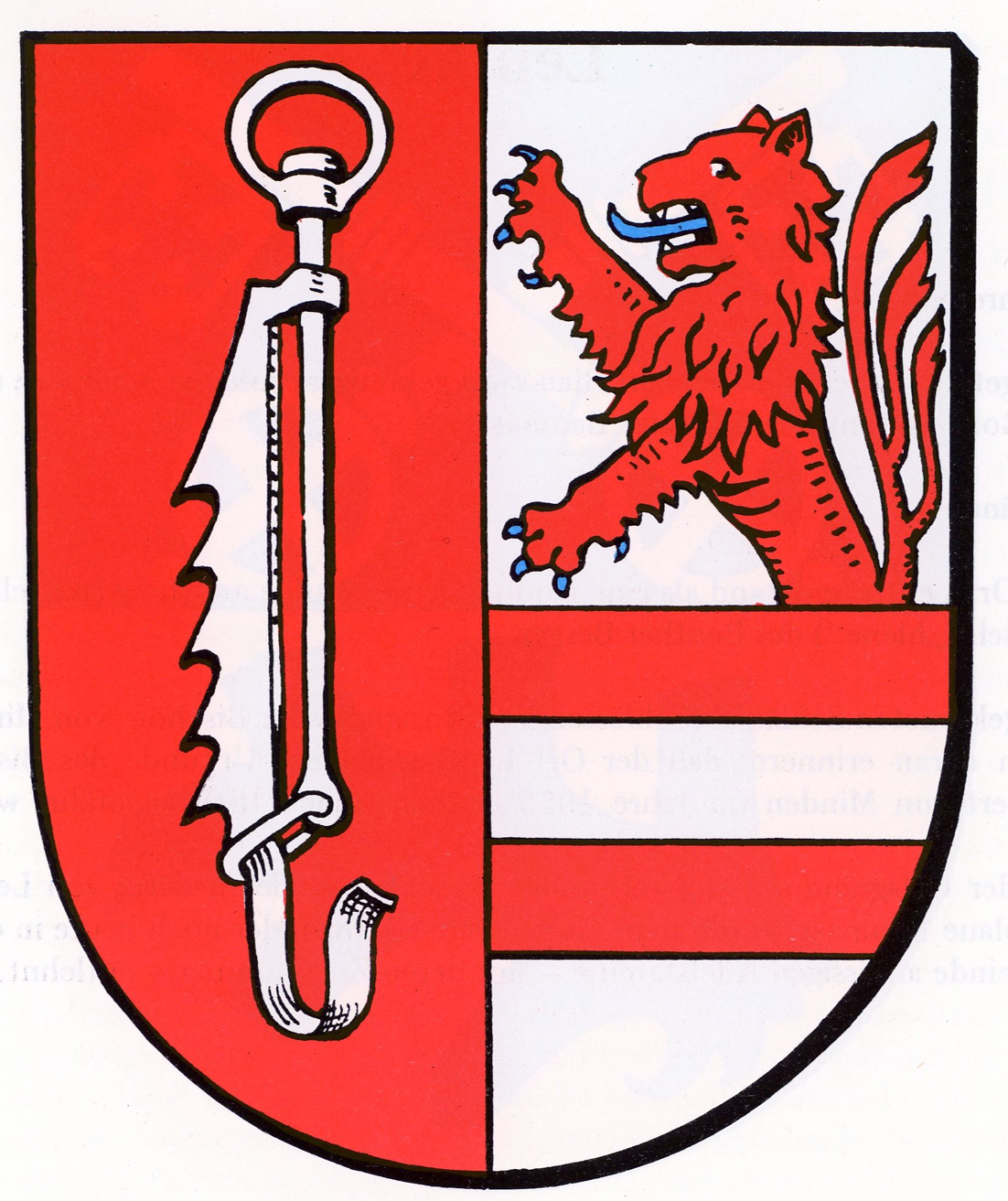
Fazékkapocs Leveste címerében

A tűzrács vagy vaskutya (de: Feuerbock) korábban a kandalló elé helyezett vasrács volt, valamint a tűz fölé helyezett tartóvas, melyet főzéshez használtak. Különféle változatokban fordul elő, elsősorban a német heraldikában, ami a címerleírás hiányában megnehezíti a helyes értelmezését a címereken. Néha fali rácsként (de: Maueranker) írják le, mint pl. a Hatzfeld hercegek címerében, mely azonban kapocsvas (de: Hausanker).   
Főzéshez használták a fazékkapcsot is (de: Kesselhaken), melyet a szabad téren a tűz fölé akasztottak. Ez látható pl. a németországi Leveste címerében.     
A báró Blomberg család címerében a sisakdíszen két sasszárny között fekete malomvas lebeg (Gudenus I. 193. l.)

## A rács szimbolikája
Pozitív értelemben a civilizált, rendezett világ, a biztonság, a jog uralmának, a megművelt földeknek a jelképe. Negatív értelemben a bezártság, a kötöttség, a rabság, a halál szimbóluma. Az asztrológiában ezen fogalmak planetáris ura a Szaturnusz, aki egyrészt agráristen, ezért jelvénye a rácsszerkezetű korona, másfelől a nagy szerencsétlenségek bolygója. Az asztrológiában a legnagyobb szerencsétlenség jele a zárt négyzet (kvadrát). A keresztény ikonográfiában Szent Vince és Szent Lőrinc attribútuma rácsos rostély. A címerekben egyes esetekben a rácsok rájuk is utalhatnak.      